# سوائل بن جعشان (المفلحي)

تعديل مصدري - تعديل

سوائل بن جعشان هي إحدى قرى عزلة المفلحي بمديرية المفلحي التابعة لمحافظة لحج، بلغ تعداد سكانها 22 نسمة حسب تعداد اليمن لعام 2004.